# Leucopogon australis
Leucopogon australis är en ljungväxtart som beskrevs av Robert Brown. Leucopogon australis ingår i släktet Leucopogon och familjen ljungväxter. Inga underarter finns listade i Catalogue of Life.